# Cheb Mami
Cheb Mami, pseudonimo di Ahmed Khelifati Mohamed (in arabo شاب مامي‎?; Saida, 11 luglio 1966), è un cantante algerino, annoverato tra i più importanti interpreti del pop-raï.

## Biografia
Nato a Saida, in Algeria, già a 14 anni era riuscito ad affermare il suo talento, seppure a livello prettamente locale.
Nel suo percorso artistico ha sempre cercato di mantenere intatte le caratteristiche del raï più tradizionale, spesso minacciate dalle tecniche di registrazione in voga ad Orano, centro musicale molto importante, distante 170 km dalla sua città natale.
Nel 1995 si è trasferito a Parigi, dove confluiscono le varie influenze della world music e dove è presente un grande numero di immigrati algerini.
I vari lavori di Cheb Mami sono stati però registrati interamente negli USA, a Los Angeles. Ha collaborato più volte al fianco del suo connazionale Cheb Khaled, registrando inoltre i backing vocals in Desert Rose di Sting e duettando con Samira Said in Youm Wara Youm; in Italia è noto per aver collaborato con Zucchero Fornaciari nella canzone Così celeste, contenuta nell'album Zu & Co. del 2004, ed eseguita in duetto dal vivo in alcune occasioni tra cui lo Zu & Co. Tour.
Nel 2009 Cheb Mami è stato condannato a cinque anni di carcere per aver tentato di far abortire la sua ex-compagna rapendola e sottoponendola nell'agosto 2005 alle violenze di due donne e di un uomo.

## Discografia
- 1989 - Prince of Raï
- 1991 - Let Me Raï
- 1994 - Saida
- 1996 - Douni El Bladi
- 1999 - Meli Meli
- 2001 - Dellali
- 2003 - Du Sud au Nord
- 2004 - Live au Grand Rex
- 2004 - Così Celeste
- 2006 - Layali